# Anton Velušček (1912)
‎
Anton Velušček (partizansko ime: Martin in Matevž), slovenski komunist in narodni heroj, * 17. januar 1912, Ločnik, † november? 1944, Trst.
Velušček je osnovno šolo obiskoval v domačem kraju, kjer se je tudi izučil za trgovca, leta 1928 pa se je družina preselila v Gorico, kjer se je Anton izučil za mehanika. Po italijanskem napadu na Etiopijo pa je zaradi strahu pred mobilizacijo prebegnil v Jugoslavijo.
Leta 1936 je vstopil v KPJ, kjer je že leta 1938 prevzel pomembno vlogo pri organiziranju delavskega gibanja. Zaradi svojega delovanja so ga jugoslovanske oblasti istega leta izgnale v Italijo, od koder pa se je ilegalno vrnil že leta 1939 in se preselil v Zagreb, kjer je nadaljeval s svojimi političnimi aktivnostmi.
Takoj po okupaciji Jugoslavije je leta 1941 vstopil v NOB. Poleti 1941 je bil poslan na Goriško, kjer z nalogo organizirati oborožen odpor proti Italijanom. 
V jeseni 1942 je postal sekretar na novo postavljenega pokrajinskega odbora OF za Primorsko. Pomagal je tudi organizirati konferenco OF za vso Primorsko, ki je bila 14. februarja 1943 v Lokah pri Kromberku.
Do avgusta 1943 je kot član Pokrajinskega odbora OF odgovarjal za razvoj OF v vsem Slovenskem primorju. Odgovoren je bil tudi za razvoj narodno-osvobodilnega gibanja v srednjeprimorskih okrožjih Goriška Brda, Vipavska dolina in Pivka. Med njegove naloge je sodila tudi organizacija odporniškega gibanja v Gorici in Krminu. Po kapitulaciji Italije je postal član Narodno-osvobodilnega sveta za Primorsko Slovenijo in je v splošni ljudski vstaji, ki je po kapitulaciji Italije zajela celo Slovensko primorje in Istro govoril na mnogih zborovanjih OF na osvobojenem ozemlju.
Na začetku leta 1944 so Veluščka poslali na politično delo v Trst, kjer je bilo osvobodilno gibanje manj razširjeno. Tam je postal vezni člen med italijansko in slovensko komunistično partijo. V jeseni 1944 so Veluščka, domnevno zaradi izdaje, ujeli Nemci in ga zaprli v zapor Koroneo. Od tam je za njim izginila vsaka sled. Domnevno je bil novembra v zaporu ubit. 
Leta 1953 je bil razglašen za narodnega heroja, letq 1970 pa so mu v Novi Gorici postavili spomenik (kipar Janez Pirnat).